# 15e étape du Tour de France 1975
À l'occasion de cette 15e étape du Tour de France 1975 longue de 217,5 km disputée le dimanche 13 juillet 1975 entre Nice et Pra-Loup, le grand champion cycliste belge Eddy Merckx a porté le maillot jaune de "leader" du Tour de France pour la dernière fois. C'était son 111e jour "en jaune", ce qui constitue un record,. C'est le coureur bourguignon Bernard Thévenet qui s'empare de la tunique dorée : il ne la quittera plus jusqu'à l'arrivée.

## Déroulement de la course
Au départ de l'étape, Eddy Merckx est sur la défensive, en effet, Bernard Thévenet, qui faisait partie des favoris au départ de Charleroi, a grignoté peu à peu le retard accumulé principalement lors des épreuves contre-la-montre. Il n'est plus qu'à une petite minute au classement général.
Les coureurs sortent d'un jour de repos succédant à l'ascension du puy de Dôme. Lors de cette étape, Thévenet a attaqué Merckx. Mais surtout, durant la poursuite, ce dernier a été victime  d'une agression de la part d'un "supporter", sous la forme, peu banale, d'un violent coup de poing au foie, dans les derniers hectomètres de la difficile ascension.
Thévenet attaque dès le col des Champs (km 158), mais le lieutenant de Merckx, Joseph Deschoenmaecker, ramène son chef de file sur l'attaquant. Thévenet attaque encore, mais il se fait contrer par Merckx et, sans le soutien de son équipier modèle Raymond Delisle, il aurait sans doute été distancé. C'est un groupe où figurent Lucien Van Impe, Joop Zoetemelk, Felice Gimondi, Thévenet, Merckx qui se présente au pied du col d'Allos. Merckx attaque peu avant le sommet et plonge dans la descente avec une poignée de secondes d'avance sur Thévenet. Mais dans la descente, Merckx fait parler sa classe et sa technique. Si Gimondi, bon descendeur lui aussi n'a guère perdu que quelques secondes, Thévenet se trouve relégué à plus d'une minute. Or, il ne reste que six kilomètres d'une ascension de difficulté moyenne (classée en 2e catégorie seulement).
Pour les suiveurs, pour les commentateurs, c'en est fait : Merckx va gagner cette étape et prendre une belle option sur une sixième victoire finale. Entre deux interventions, les envoyés spéciaux des radios commentent deux situations complètement opposées. Alors que Merckx volait vers la victoire et que Thévenet semblait en perdition, tout à coup, Merckx est victime d'une grave défaillance physique ! Il s'accroche, tente de reprendre du rythme, mais rien n'y fait. Il craque à la fin en montée, dans l'étape arrivant à Pra Loup. Ses poursuivants ne manquent pas d'en tirer avantage. Il ne reste pas quatre kilomètres avant l'arrivée, quand Gimondi revient logiquement sur l'échappé. C'est ensuite Thévenet qui, à son tour, rattrape le Belge. Gimondi, victime d'une crevaison, se voit dépasser par Thévenet, qui arrivera seul à Pra-Loup. Le duo Zoetemelk - Van Impe dépassera, lui-aussi, Eddy Merckx, qui finira péniblement l'étape, à la 5e place.
À l'arrivée, Merckx a perdu presque deux minutes sur Thévenet. A ce moment, rien n'est encore joué, il reste 3 étapes de montagne, ainsi qu'un contre la montre de 40 kilomètres, grande spécialité du quintuple vainqueur du tour. Du moins, le pense-t-on, car on l'ignore alors, mais cette 15e étape fut son dernier jour en jaune, et la fin du règne d'Eddy Merckx, sur le tour de France.
L'agression physique qu'a subi Merckx lors de la 14e étape du Tour de France 1975, a sans nul doute, traumatisé le champion. En effet, il reçoit un coup au foie venant d'un spectateur, en ascendant les pentes du puy de Dôme, à environ 200 mètres de l'arrivée. Son tempérament de gagneur, qui l'avait si souvent conduit au pinacle, l'a cet été 1975, poussé a présumer de son physique, en négligeant les conséquences de son agression. Événement, dont on peut, par ailleurs, plus que supposer, la corrélation avec le tempérament sportif, et son effet sur le public local, de celui qu'on appelait alors "le cannibale". Thévenet, pour sa part, savait tenir le bon bout ! Poussé par un public acquis à sa cause, il enfoncera le clou, dès le lendemain à Serre-Chevalier. Après une étape passée à suivre Merckx, qui semble refuser d'abdiquer la couronne, Thévenet passe à l'attaque, et remporte une deuxième étape. Par la suite, il réussira vaillamment à s'accrocher au contre-la-montre de Morzine.
Pierre Lagrue, historien du sport et membre de l'Association des écrivains sportifs, a estimé dans sa biographie du champion belge pour l'Encyclopédia Universalis que « Ce jour marque la fin du  merckxisme », tout en notant que le Belge remportera encore Milan-San Remo l'année suivante en 1976, puis quelques succès mineurs en 1977.

## Incident
Dans la descente du col d'Allos, la voiture du directeur sportif de Felice Gimondi manque un virage, quitte la route et s'arrête quelques mètres plus bas. Plus de peur que de mal, mais peut-être un handicap psychologique pour Gimondi en cette fin d'étape.

## Résultats

### Classement de l'étape
| Classement de la 15e étape | Classement de la 15e étape | Classement de la 15e étape | Classement de la 15e étape | Classement de la 15e étape |
|                            | Coureur                    | Pays                       | Équipe                     | Temps                      |
| -------------------------- | -------------------------- | -------------------------- | -------------------------- | -------------------------- |
| 1er                        | Bernard Thévenet           | France                     | Peugeot-BP-Michelin        | en 7 h 46 min 35 s         |
| 2e                         | Felice Gimondi             | Italie                     | Bianchi-Campagnolo         | + 23 s                     |
| 3e                         | Joop Zoetemelk             | Pays-Bas                   | Gan-Mercier-Hutchinson     | + 1 min 12 s               |
| 4e                         | Lucien Van Impe            | Belgique                   | Gitane-Campagnolo          | + 1 min 42 s               |
| 5e                         | Eddy Merckx                | Belgique                   | Molteni                    | + 1 min 56 s               |
| 6e                         | Francesco Moser            | Italie                     | Filotex                    | + 3 min 12 s               |
| 7e                         | Josef Fuchs                | Suisse                     | Filotex                    | + 3 min 12 s               |
| 8e                         | Luis Balagué               | Espagne                    | Super Ser                  | + 5 min 26 s               |
| 9e                         | Raymond Delisle            | France                     | Peugeot-BP-Michelin        | + 6 min 1 s                |
| 10e                        | Vicente López Carril       | Espagne                    | Kas-Kaskol                 | + 6 min 16 s               |
| modifier                   |                            |                            |                            |                            |

### Classement général à l'issue de l'étape
| Classement général | Classement général | Classement général | Classement général     | Classement général |
|                    | Coureur            | Pays               | Équipe                 | Temps              |
| ------------------ | ------------------ | ------------------ | ---------------------- | ------------------ |
| 1er                | Bernard Thévenet   | France             | Peugeot-BP-Michelin    |                    |
| 2e                 | Eddy Merckx        | Belgique           | Molteni                | + 58 s             |
| 3e                 | Joop Zoetemelk     | Pays-Bas           | Gan-Mercier-Hutchinson | + 4 min 8 s        |
| modifier           |                    |                    |                        |                    |